# New Americana (canción de Halsey)
«New Americana» es una canción de la compositora y cantante estadounidense Halsey, tomada de su álbum de estudio, Badlands (2015). Fue escrito por Halsey, Larzz Principato, y Kalkutta, mientras que la producción estuvo a cargo de Lido. Descrita como una canción de electropop, la canción describe la legalización de aspectos de la contracultura de Estados Unidos, el uso recreativo de la marihuana y el matrimonio entre personas del mismo sexo. La versión original de la canción fue lanzada por primera vez el 31 de marzo de 2014 a través de la cuenta oficial de SoundCloud de Halsey como streaming y descarga gratuita. Posteriormente fue lanzada por ella misma, el 10 de julio de 2015, como el segundo sencillo de Badlands.

## Antecedentes
La canción relata a Halsey alabando el individualismo y cómo no está conforme con las reglas que otros consideran correctas. Halsey dijo que su sencillo está inspirado en sus padres, por sus gustos de música diferentes. A la edad de nueve, la cantante explicó: "Mi padre escuchaba los discos de 2Pac y mi madre los de Nirvana." Estuve expuesta a culturas diferentes, puntos diferentes de la vida, ideas yuxtapuestas.

## Composición
"Nuevo Americana" es una canción de medio tiempo de pop alternativo y electropop. Según las partituras digitales publicadas por Alfred Publishing Co., Inc., la canción está compuesta en la clave de E ♭ major con un tempo aproximado de 87 BPM y un rango vocal de B♭3-C5. La pista también contiene una interpolación de "Juicy" de The Notorious B.I.G. que por sí misma muestreó e interpoló "Juicy Fruit" de Mtume. La voz de Halsey se junta en el estribillo, similar al hit de Pink Floyd, "Another Brick in the Wall". E

## Recepción

### Crítica
Se ha caracterizado por varios críticos, incluyendo Billboard, USA Today, y The New York Times, como un "himno generacional" para los milenials. Nathan Reese de Pitchfork no estaba convencido de su letra, diciendo que la canción era muy "plástica" y superficial cuando intentaba ser inspiradora. Concluyó revisando el coro, encontrándolo "calculado, desafiante y, en última instancia, hueco".

## Vídeo musical
El 25 de septiembre de 2015, el video oficial se estrenó en MTV, y fue publicado en las cuentas de Vevo y YouTube de Halsey poco después. El ajuste distópico del video se ha comparado con el de la serie The Hunger Games. El video musical incluyó una versión única de "New Americana" en la que se incluyeron diferentes voces de fondo, un corto instrumental antes del puente, y diferentes mezclas.

### Sinopsis
El vídeo inicia con un escenario montañoso grabado en un estilo VHS con Halsey diciendo "We were a community. They made me their leader even when I never asked to be. But the lightning in their eyes heralded me to whatever I needed to become. We were hopeful we would win because nothing could scare us. We feared no city and we feared no man." / "Éramos una comunidad. Me hicieron su líder incluso cuando no pedí serlo. Pero el relámpago en sus ojos me empujaban a hacer lo que sea para convertirme. Tuvimos esperanzar de que ganaríamos, porque nada podía asustarnos. No le temíamos a ninguna ciudad ni a ningún hombre." Luego, Halsey se muestra siendo capturada por un grupo de rebeldes.

## Interpretaciones en directo
En agosto de 2015, Halsey cantó "New Americana" en Jimmy Kimmel Live! y por segunda vez en octubre en The Late Show with Stephen Colbert.

## Posicionamientos en listas

### Semanales
| País            | Lista                         | Mejor posición | Ref.   |
| --------------- | ----------------------------- | -------------- | ------ |
| Bélgica         | Ultratip Flanders             | 84             | [ 19 ] |
| Canadá          | Canadian Hot 100              | 57             | [ 20 ] |
| Canadá          | CHR/Top 40 (Billboard)        | 36             | [ 21 ] |
| Eslovaquia      | Singles Digitál Top 100       | 28             | [ 22 ] |
| Estados Unidos  | Billboard Hot 100             | 60             | [ 23 ] |
| Estados Unidos  | Adult Top 40 (Billboard)      | 27             | [ 24 ] |
| Estados Unidos  | Mainstream Top 40 (Billboard) | 25             | [ 25 ] |
| Irlanda         | Irish Singles Chart           | 89             | [ 26 ] |
| Italia          | Italian Singles Chart         | 24             | [ 27 ] |
| Nueva Zelanda   | New Zealand Heatseekers       | 1              | [ 28 ] |
| Reino Unido     | UK Singles Chart              | 184            | [ 29 ] |
| República Checa | Radio Top 100 Chart           | 34             | [ 30 ] |

## Certificaciones
| País           | Organismo certificador | Certificación | Copias certificadas | Ref.   |
| -------------- | ---------------------- | ------------- | ------------------- | ------ |
| Australia      | ARIA                   | Oro           | 35 000              | [ 31 ] |
| Estados Unidos | RIAA                   | Platino       | 1 000 000           | [ 32 ] |
| Italia         | FIMI                   | Platino       | 50 000              | [ 33 ] |
| Nueva Zelanda  | RIANZ                  | Oro           | 15 000              | [ 34 ] |

## Historial de lanzamientos
| Región         | Fecha                                  | Formato                       | Discográfica        | Ref.   |
| -------------- | -------------------------------------- | ----------------------------- | ------------------- | ------ |
| Todo el mundo  | 31 de marzo de 2014 (versión original) | Streaming descarga gratuita   | Auto lanzada        | [ 35 ] |
| Estados Unidos | 10 de julio de 2015                    | Descarga digital              | Astralwerks         |        |
| Estados Unidos | 20 de julio de 2015                    | Modern rock radio             | Astralwerks Capitol | [ 36 ] |
| Estados Unidos | 21 de septiembre de 2015               | Adult album alternative radio | Astralwerks Capitol | [ 37 ] |
| Reino Unido    | 1 de febrero de 2016                   | Contemporary hit radio        | Astralwerks         | [ 38 ] |